# José Santos Díaz del Valle

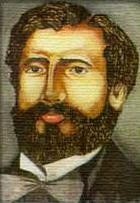
José Santos Díaz del Valle

José Santos Díaz del Valle (* 1793 in Choluteca, Departamento Choluteca, Honduras; † Juli 1840 in Chalatenango, El Salvador) war vom 28. Juli 1830 bis 12. März 1831 Supremo Director der Provinz Honduras in der Zentralamerikanischen Konföderation.

## Leben
José Santos Díaz heiratete in zweiter Ehe Lucía Lastiri, die Schwester von María Josefa Lastiri, der Ehefrau von José Francisco Morazán Quezada.
Ein weiteres Mal heiratete er Petronila Salvadora Freire de Andrade.
Er wurde von den Cabildos de Españoles von Honduras gewählt, da der bisherige Supremo Director von Honduras  José Francisco Morazán Quezada zum Supremo Director der Zentralamerikanischen Konföderation gewählt worden war.
Er hob das Dekret der verfassungsgebenden Versammlung, Asamblea Constituyente de Cedros vom 29. August 1824 auf, dass der Sitz der Legislative wechselnd in Tegucigalpa und Ciudad de Comayagua sei, und bestimmte Comayagua zum Sitz der Regierung und des Parlaments.
Er rief zu allgemeinen Wahlen zum Supremo Director auf. Bei diesen Wahlen wurde Joaquin Rivera gewählt, der die Wahl nicht annahm, weshalb das Parlament Oberst José Antonio Marquez zum Supremo Director wählte.